# コレージュ・スタニスラス (パリ)

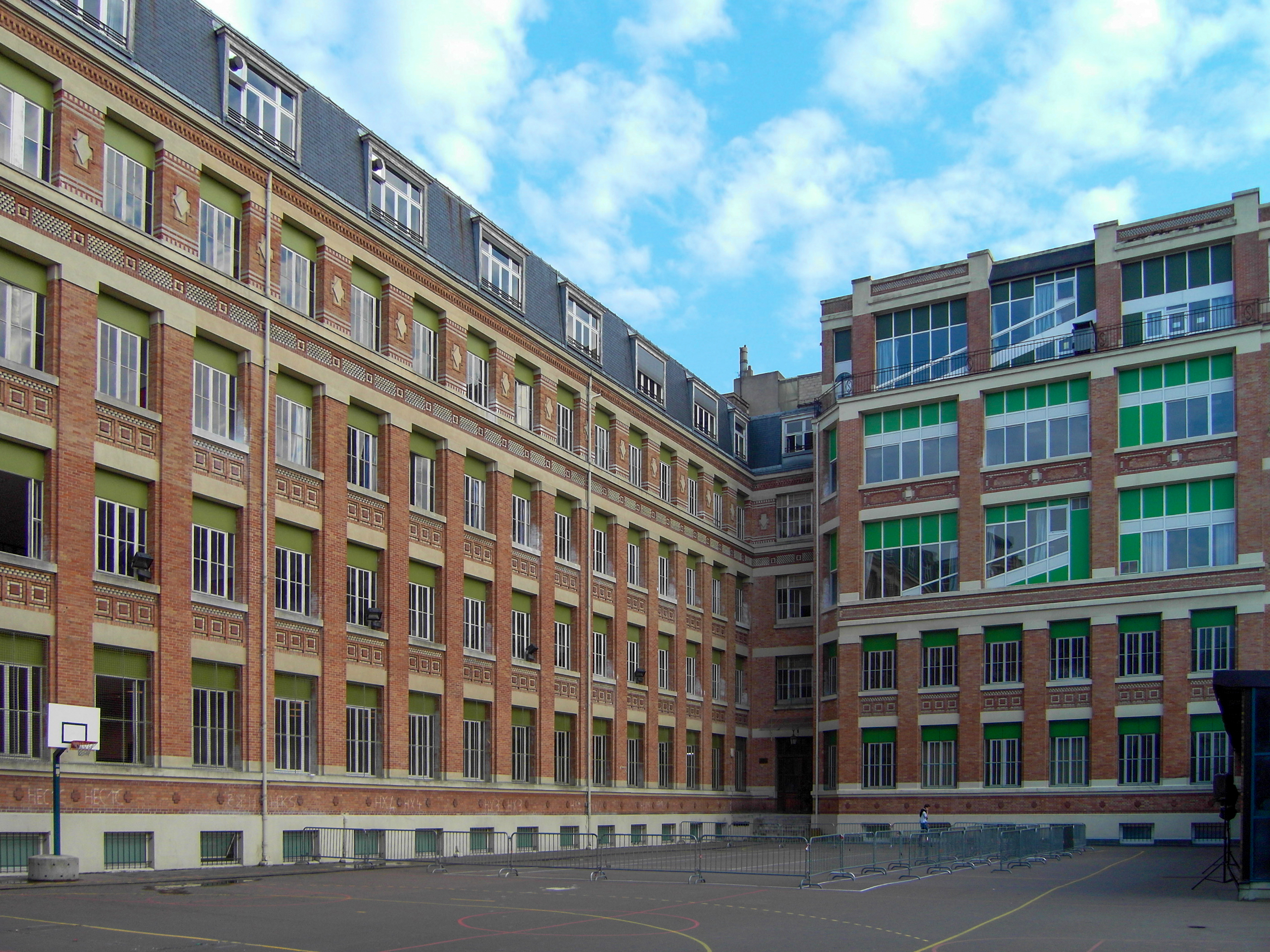
中庭から見た校舎

コレージュ・スタニスラス（Collège Stanislas）は、フランス・パリ6区のカトリック系私立学校。通称はスタン（Stan）。
エコール・マテルネル（幼稚園）、エコール・プリメール（小学校）、コレージュ（中学校）、リセ・ジェネラル（普通科高校）、グランゼコール準備級、プレパ・メドゥシン（医学部進学課程）を置く。
著名な卒業生にシャルル・ド・ゴール、カルロス・ゴーン、サルデーニャ王カルロ・アルベルト、スペイン王アルフォンソ12世などが居る。

## 卒業生

### 王侯貴族
- オルレアン公ルイ・フィリップ・ロベール
- サルデーニャ王カルロ・アルベルト
- スペイン王アルフォンソ12世
- モナコ公アルベール1世
- モナコ公ルイ2世
- アンリ・ドルレアン（1867年 - 1901年）
- ルイス・デ・オルレアンス・エ・ブラガンサ - ブラジル帝国皇族

### 政治家
- シャルル・ド・ゴール - 陸軍軍人、自由フランス指導者、第18代フランス大統領
- フィリップ・ド・ゴール - 海軍軍人、元老院議員、シャルル・ド・ゴールの長男

### 軍人
- アンリ・ジロー - 第二次大戦期、シャルル・ド・ゴールと統一フランス軍トップの地位を争った。
- シャルル・ド・ゴール - 上述
- フィリップ・ド・ゴール - 上述
- ジョルジュ・ギヌメール - 撃墜王
- ジャック・クストー - 後述

### 実業家
- カルロス・ゴーン - 日産CEO

### 学者
- ジャック・クストー - 海軍軍人、海洋学者、環境保護活動家
- ジャック・ラカン - 哲学者
- ピエール・デュエム - 物理学者、科学哲学者、科学史家
- レオン・フーコー - 物理学者

### 作家
- アナトール・フランス - ノーベル文学賞
- エドモン・ロスタン - 詩人
- クロード・シモン - ノーベル文学賞
- ピエール＝ジュール・エッツェル - 編集者

### 芸術家
- アンドレ・ドーシェ - 画家
- クリスチャン・ディオール - ファッションデザイナー
- マルセル・レルビエ - 映画監督